# Schlegeliaceae
Schlegeliaceae er en familie med 4 slægter og næsten 30 arter, der er udbredt i Mellemamerika, det nordlige Sydamerika og på Cuba. De kan kendes på deres træagtige vækst, den hvide bark og de modsatte, ofte tykke blade. Blomsterne er let uregelmæssige, og frugterne er bær. 
| Slægter |

- Exarata
- Gibsoniothamnus
- Schlegelia
- Synapsis